# Racersmörbult
Racersmörbult (Babka gymnotrachelus) är en fiskart som först beskrevs av Kessler, 1857.  I den svenska databasen Dyntaxa används istället namnet Neogobius gymnotrachelus. Enligt Catalogue of Life är racersmörbult enda arten i släktet Babka som ingår i familjen smörbultsfiskar, men enligt Dyntaxa är tillhörigheten istället släktet Neogobius och familjen smörbultsfiskar. IUCN kategoriserar arten globalt som livskraftig. Arten har ej påträffats i Sverige. Inga underarter finns listade i Catalogue of Life.
Arten förekommer i vattendrag som mynnar i Svarta havet, Kaspiska havet och Marmarasjön. Den lever i sötvatten och i bräckt vatten.